# Matthias Bertling
Matthias Bertling (* 6. Juli 1987 in Monschau bei Aachen) ist ein deutscher Radrennfahrer.
Bertling begann seine internationale Karriere 2006 bei dem deutschen Continental Team Regiostrom-Senges. In der Saison 2007 gewann er im Dezember die dritte Etappe bei der Tour of Thailand. In den Saisons 2010 und 2011 fuhr er jeweils auf Platz 6 in der Gesamtwertung der in der hors categorie eingestuften chinesischen Rundfahrt Tour of Hainan. 2011 eroberte er für einen Tag die Führung in der Bergwertung der Bayern-Rundfahrt Ende 2013 beendete er seine internationale Laufbahn.

## Erfolge
2007
- eine Etappe Tour of Thailand

## Teams
- 2006 Regiostrom-Senges
- 2007 Regiostrom-Senges
- 2008 Team Kuota-Senges
- 2009 Team Kuota-Indeland
- 2010 Team Kuota-Indeland
- 2011 Team Eddy Merckx – Indeland
- 2012 Team Eddy Merckx – Indeland
- 2013 Team Quantec-Indeland